# Église Saint-Pierre de La Tour
Pour les articles homonymes, voir Église Saint-Pierre.
L'Église Saint-Pierre de La Tour, est une église catholique datant du XIXe siècle, située sur la commune de La Tour en Haute-Savoie.

## Historique
L'église actuelle fut reconstruite au milieu du XIXe siècle par un ingénieur et des artistes et artisans originaires de Turin, selon les canons de l'architecture néoclassique sarde. 
En 1994, une restauration complète de l'édifice a lieu, toitures, façades et chauffage y compris.
En 2015, les intérieurs sont refaits.

## Description architecturale
Présence d'un décor en staff, datant de la restauration précédente de 1923.